# Tomás Valdemar Hintnaus
Tomás Valdemar Hintnaus, född 15 februari 1958, är en friidrottare från Brasilien. Han deltog vid olympiska sommarspelen 1984.